# Straż Graniczna (1918–1919)
Straż Graniczna – formacja graniczna II Rzeczypospolitej ochraniająca odcinek granicy polsko-niemieckiej na północy Grajewo – Zieluń, na zachodzie i południowym zachodzie Grabów – Dziedzice i Częstochowa – Wieluń.

## Formowanie i zmiany organizacyjne
Rada Ministrów Tymczasowego Rządu Republiki Polskiej 11 listopada 1918 podjęła uchwałę o organizacji Straży Granicznej. Uchwała ta, była pierwszym aktem prawnym normującym ogólnie sposób organizacji, cele i zadania oddziałów przeznaczonych do ochrony granic odrodzonej Rzeczypospolitej. 20 grudnia w Monitorze Polskim nr 234 został ogłoszony „Tymczasowy dekret w sprawie utworzenia Straży Granicznej”. Dekret został podpisany przez Naczelnika Państwa, prezesa Rady Ministrów Jędrzeja Moraczewskiego i ministra aprowizacji Antoniego Minkiewicza. Zasadnicza treść dekretu brzmiała :

„Z odkomenderowanych oddziałów wojskowych organizuje się przydzieloną do pełnienia specjalnych obowiązków przy Ministerstwie Aprowizacji straż graniczną.
Straż graniczną tworzy się w celu:
- zabezpieczenia granic państwa od nielegalnego wywozu artykułów spożywczych i pierwszej potrzeby,
- kontrolowania wewnętrznego obrotu kolejowego artykułów pierwszej potrzeby,
- czuwania nad wykonaniem rozporządzeń aprowizacyjnych,
- ochraniania magazynów i składów z artykułami spożywczymi i pierwszej potrzeby”

W wykonaniu dekretu minister spraw wojskowych polecił Departamentowi I Mobilizacyjno-Organizacyjnemu MSWojsk. „dla przeprowadzenia organizacji powołać do życia specjalną komisję mieszaną”.
Projekt organizacyjny przewidywał utworzenie w pierwszej fazie dowództwa Straży Granicznej i 4 do 6 pułków granicznych z których każdy miał składać się z dwóch dywizjonów i ośmiu szwadronów. Dowódcą Straży Granicznej został płk Adolf Małyszko. Pierwszą partię oficerów oddelegowanych z armii otrzymała Straż Graniczna 20 listopada 1918 służby zameldowali się pierwsi oficerowie, a do końca przybyło ich łącznie trzydziestu sześciu. Było wśród nich dwóch podpułkowników, trzech kapitanów, dwóch rotmistrzów, czterech podkapitanów, czterech poruczników oraz siedmiu chorążych. Rozkazem dowódcy Straży Granicznej nr 1 z 5 stycznia 1919 szefem sztabu formacji został mianowany rtm. Albin Gołko, adiutantem sztabu por. Jan Szyndler, a oficerem ordynansowym ppor. Zdzisław Malicki.
Pierwszą większą jednostkę zorganizowano w styczniu 1919 obsadzono nią granicę z Prusami Wschodnimi. W tym czasie wystąpiła konieczność obsadzenia dawnej granicy Królestwa Polskiego na odcinkach: Sosnowiec – Wieluń i Wieluń – Kalisz – Włocławek. Wysłano tam kolejne dwa dywizjony Straży Granicznej. Do końca lutego udało się sformować dwa pułki Straży Granicznej.
Formowanie oddziałów odbywało się drogą oddelegowania niewielkich pododdziałów z armii, częściowo z ochotniczego naboru, a po ogłoszeniu ustawy o obowiązku służby wojskowej z poboru rekruta.
Struktura Straży Granicznej podległa Ministerstwu Spraw Wojskowych oraz Ministerstwu Aprowizacji miała istotne wady związane z funkcjonowaniem aparatu dowodzenia.
Rozwiązanie to nosiło zarzewie konfliktu kompetencyjnego. Rozpoczęcie działań zbrojnych z bolszewicką Rosją spowodowało, że z końcem marca 1919 Straż Graniczna przeszła pod wyłączną podległość Ministerstwa Spraw Wojskowych, zmieniając nazwę na Wojskową Straż Graniczną.

## Służba graniczna
Do zadań Straży Granicznej należało: zabezpieczenia granic państwa od nielegalnego wywozu artykułów spożywczych i pierwszej potrzeby, kontrolowania wewnętrznego obrotu kolejowego, czuwania nad wykonaniem rozporządzeń aprowizacyjnych, ochrona magazynów i składów z artykułami pierwszej potrzeby. 5 lutego 1919 dodano zadania polegające na wykrywaniu i powstrzymywaniu przemytnictwa i innych przekroczeń przepisów skarbowych oraz zapobieganie im. Nakazywano ścisłą współpracę ze Strażą Skarbową w realizacji zadań związanych z ochroną granic.
W styczniu 1919 wydany został tymczasowy regulamin Straży Granicznej. Regulamin ustanawiał pas graniczny szerokości 6 km na lądzie i pięć mil morskich wzdłuż wybrzeża morskiego. W pasie granicznym żołnierze w czasie wykonywania obowiązków służbowych mieli prawo użycia broni. Regulamin określał też zadania i obowiązki dowódców poszczególnych szczebli, sposób pełnienia służby, szkolenia i zaopatrywania. W myśl regulaminu oficerowie Straży Granicznej korzystali ze wszystkich praw i przywilejów przewidzianych dla oficerów wojsk liniowych, a ponadto przysługiwały im specjalne dodatki pieniężne i przywileje w zakresie rozliczeń emerytalnych.

## Struktura organizacyjna
Dowództwo Straży Granicznej
- 1 pułk Straży Granicznej
- 2 pułk Straży Granicznej
- 3 pułk Straży Granicznej
- szwadron szkolny
- dywizjony Straży Granicznej
- szwadrony Straży Granicznej